# Emphasis
Emphasis foi um grupo italiano de rock progressivo ativo durante a década de 1970.

## História
Como no caso do disco de Preghiera di Sasso e Diapason, Emphasis e La Statale 17, da zona de Bolzano, são sempre citados juntos, dado que o único lançamento discográfico é um raríssimo álbum dividido igualmente, ou seja, uma faixa para cada, e foi publicado por uma pequena etiqueta local em 1978.
Ambos os grupos tocavam um rock sinfônico baseado nos teclados, que somente no caso do Emphasis possui também algumas partes vocais em inglês. O álbum contém quatro músicas cada cada faixa.
A Statale 17 tem algumas partes interessantes de estilo jazz de guitarra nas músicas do lado 1. Já o Emphasis possui algumas influências do Genesis, ainda que seu som dos teclados seja um pouco frágil, em geral, a qualidade de todas as gravações não é excepcional. O álbum foi reeditado em CD em 1994 pela Mellow Records.

## Formação
La Statale 17
- Paolo Beltrami (teclados)
- Carlo Girardello (guitarra)
- Paolo Depaoli (baixo)
- Mario Vitale (bateria)

+ Marco Signorini (baixo)
Emphasis
- Mauro Bazzanella (voz, flauta)
- Peter Bozzetta (gutarra)
- Leo Tutzer (teclados)
- Georg Pedrotti (baixo)
- Hans Tutzer (bateria)

## Discografia

### LP
- 1978 - Rock scene, Contrapunkt (78091)

### CD
- 1994 - Rock scene, Mellow (MMP 187)